# ハーウッド伯爵
ハーウッド伯爵（英: Earl of Harewood、[ˈhɑːrwʊd] ( 音声ファイル)）は、イギリスの貴族、伯爵、連合王国貴族爵位。政治家エドワード・ラッセルズが1812年に叙されたことに始まる。
配偶者にプリンセス・ロイヤルを迎えた者、国王秘書官を務めた者などが一族におり、イギリス王室との関係が深い。

## 歴史

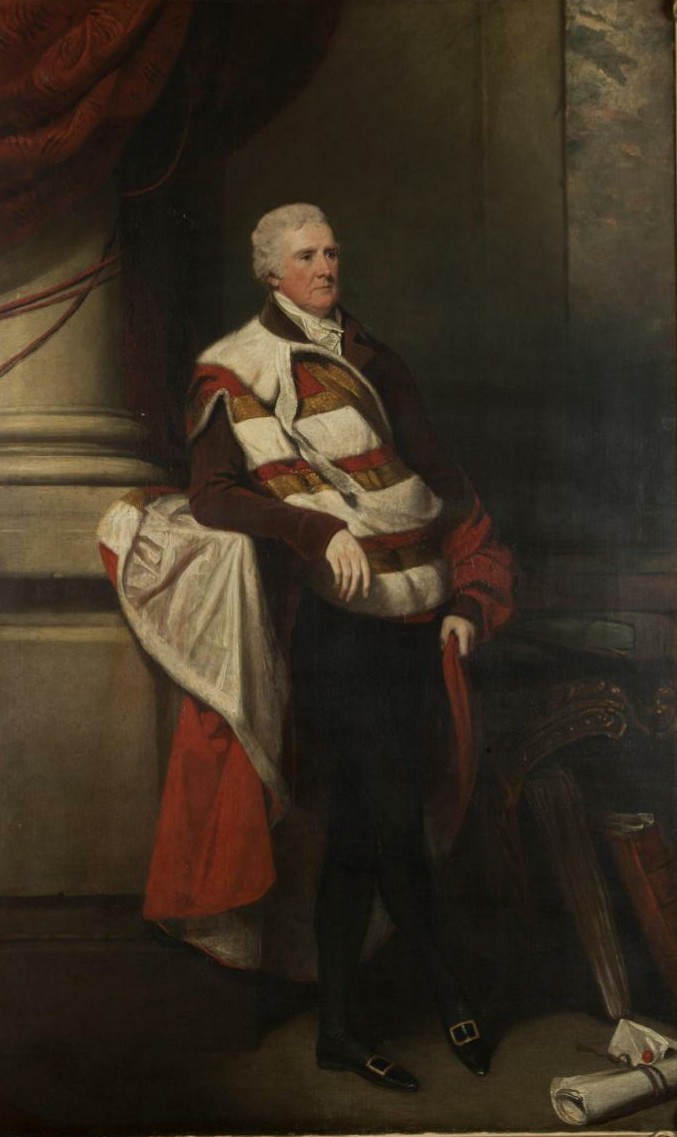
初代伯爵の肖像画。

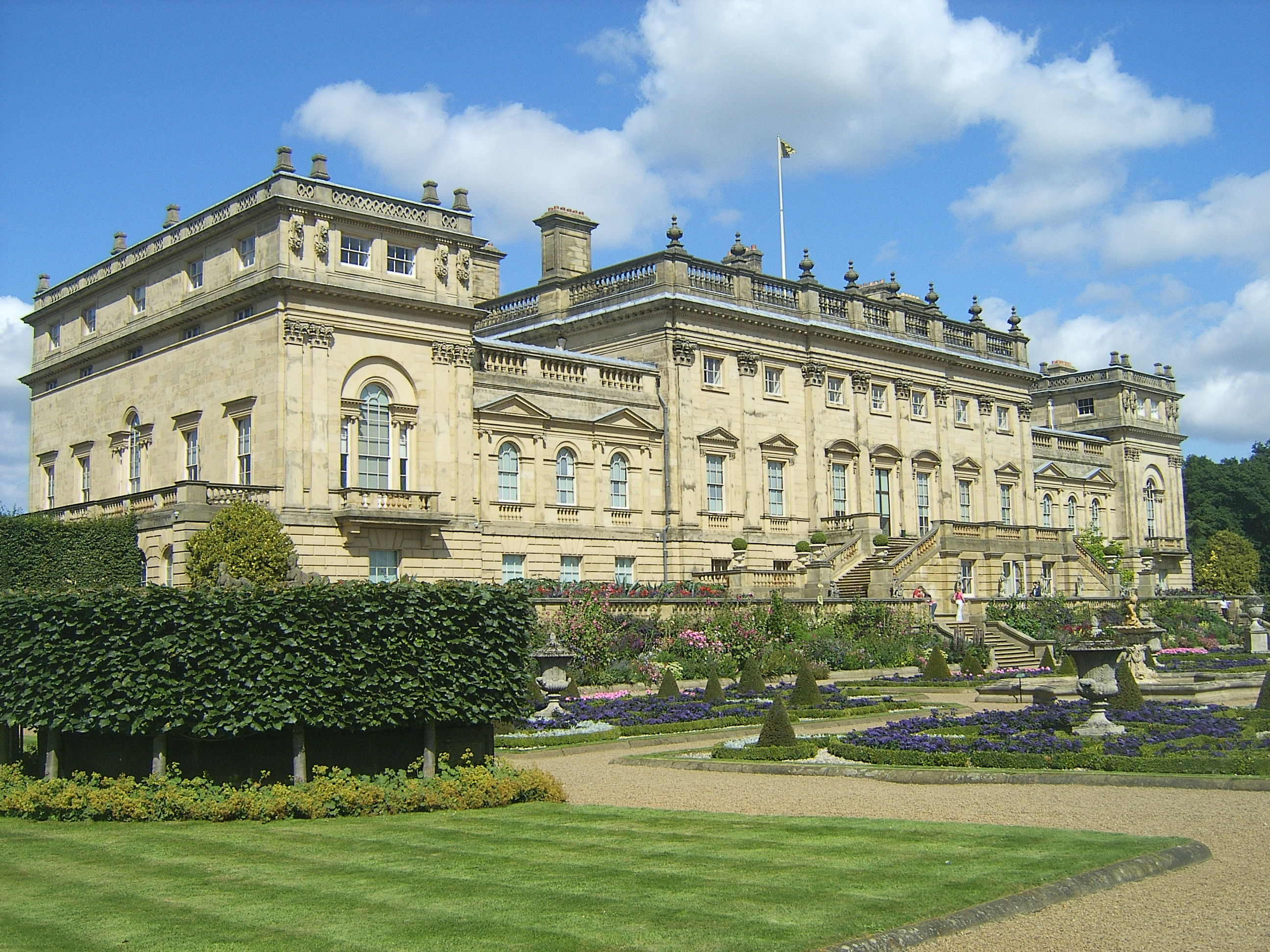
伯爵家本邸のハーウッド・ハウス。

ラッセルズ家はヨークシャーに起源を持ち、一族のヘンリー・ラッセルズなどは製糖会社を興し、バルバドスの砂糖プランテーション経営者として富を蓄えた。その子のエドウィンはスカーバラ選挙区、ノーザラトン選挙区、ヨークシャー選挙区の各選挙区から庶民院議員を務めたのち、1790年にヨーク州ハーウッドのハーウッド男爵(Baron Harewood, of Harewood in the County of York)を与えられた。しかし彼には子がなく、1795年に男爵位は廃絶した。エドウィンの死後、ラッセルズ家の財産・所領は従兄弟のエドワードが相続した。
エドワードはエドウィンと同じくノーザラトン選挙区から庶民院議員を務めた人物である。彼は財産相続の翌年（1796年）、グレートブリテン貴族としてヨーク州ハーウッドのハーウッド男爵(Baron Harewood, of Harewood in the County of York)を得て男爵位を再興した。エドワードは1798年と1804年に小ピット首相に伯爵位を求め、「あなたに揺るぎのない不変の好意を抱いているのに、報われないとしたら非常に残念です」との手紙を送ったほどだったが、小ピットからは結局認められなかった。1812年、リヴァプール首相からようやく陛爵を認められて、ハーウッド伯爵(Earl of Harewood)及びラッセルズ子爵(Viscount Lascelles)に叙せられた。初代伯以降、その直系男子による爵位継承が続いている。
2代伯ヘンリーとその子の3代伯ヘンリーはともにウェストライディング・オブ・ヨークシャー統監を務めた。
5代伯ヘンリーは女王ヴィクトリア、国王エドワード7世、ジョージ5世と三代にわたり国王副官(Aide-de-Camp)を務め、イギリス王室と縁ができた。
6代伯ヘンリーはメアリー王女（国王ジョージ5世の長女、プリンセス・ロイヤル）と結婚し、王室と直接的なつながりを持った。
その孫にあたる8代伯デイヴィッドが伯爵家現当主である。
一族からは他にも王室と縁のある人物を輩出しており、4代伯の孫にあたるアラン・ラッセルズはエドワード王太子秘書官補、国王ジョージ6世の国王秘書官を歴任した宮廷官僚であった。
伯爵家の紋章に刻まれるモットーは『神のみぞ我が救い(In Solo Deo Salus)』。
伯爵家の本邸は、ヨークシャー、リーズ近郊のハーウッド・ハウス。

## 現当主の保有爵位
現当主の第8代ハーウッド伯爵デイヴィッド・ラッセルズは以下の爵位を有する。
- 第8代ハーウッド伯爵(8th Earl of Harewood)
（1812年9月7日の勅許状による連合王国貴族爵位）
- 第8代ラッセルズ子爵(8th Viscount Lascelles)
（1812年9月7日の勅許状による連合王国貴族爵位）
- 第8代ヨーク州ハーウッドのハーウッド男爵(8th Baron Harewood, of Harewood in the County of York)
（1796年6月18日の勅許状によるグレートブリテン貴族爵位）

## 一覧

### ハーウッド男爵（第1期；1790年）
- 初代ハーウッド男爵エドウィン・ラッセルズ（英語版） (1713-1795)（1795年に男爵位廃絶）

### ハーウッド男爵（第2期；1796年）
- 初代ハーウッド男爵エドワード・ラッセルズ (1740-1820)

### ハーウッド伯爵（1812年）
- 初代ハーウッド伯爵エドワード・ラッセルズ (1740-1820)
  - ラッセルズ子爵エドワード・ラッセルズ (1764–1814)
- 第2代ハーウッド伯爵ヘンリー・ラッセルズ（英語版） (1767–1841)
  - ラッセルズ子爵エドワード・ラッセルズ (1796–1839)
- 第3代ハーウッド伯爵ヘンリー・ラッセルズ（英語版） (1797–1857)
- 第4代ハーウッド伯爵ヘンリー・シン・ラッセルズ（英語版） (1824–1892)
- 第5代ハーウッド伯爵ヘンリー・ユリック・ラッセルズ（英語版） (1846–1929)
- 第6代ハーウッド伯爵ヘンリー・ジョージ・チャールズ・ラッセルズ (1882–1947)
- 第7代ハーウッド伯爵ジョージ・ヘンリー・ハバート・ラッセルズ (1923–2011)
- 第8代ハーウッド伯爵デイヴィッド・ヘンリー・ジョージ・ラッセルズ（英語版） (1950-)